# Cannibalismo

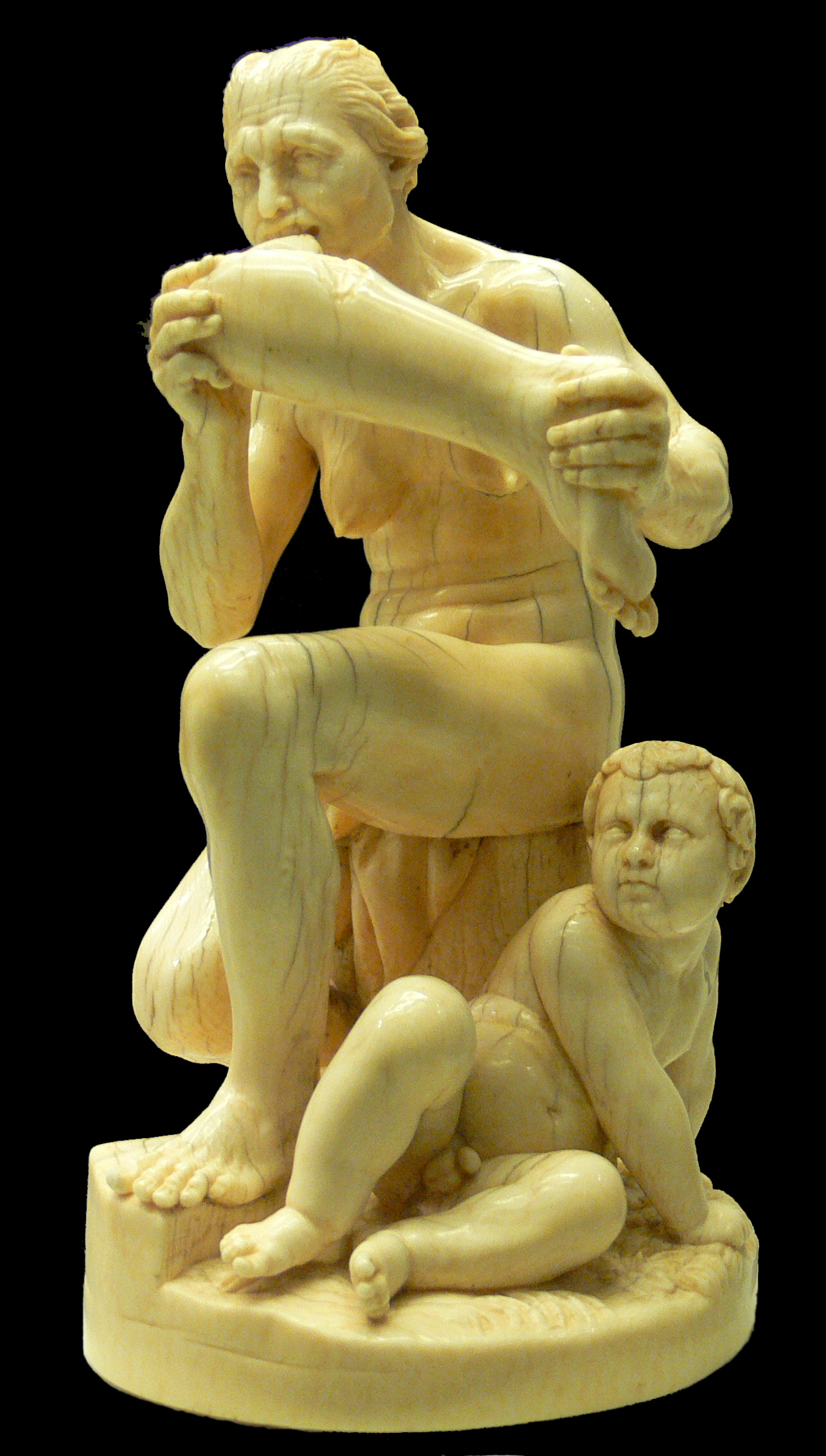
Menschenfresserin, famosa statua dello scultore tedesco Leonhard Kern, raffigurante una donna mentre divora una gamba umana

Il cannibalismo è la predazione intraspecifica, ovvero la pratica del mangiare organismi appartenenti alla propria specie. In zoologia si verifica quando individui di una specie animale aggrediscono e divorano altri membri della stessa specie a causa, generalmente, di condizioni ambientali sfavorevoli anche se, in alcune specie, è normale consuetudine. Relativamente alla specie umana, in antropologia si parla di antropofagia (dal greco ἄνθρωπος, "uomo" ed φαγέω, "mangiare"), sinonimo quindi di cannibalismo umano, che è una pratica ancora diffusa presso alcune società.

## Cannibalismo animale
In zoologia il cannibalismo si verifica quando individui di una specie animale si cibano di membri della stessa specie a causa, generalmente, di condizioni ambientali sfavorevoli come la sovrappopolazione o la cattività oppure, come accade in molte specie, può essere una normale consuetudine per limitare la densità di popolazione e quindi aumentare le probabilità di sopravvivenza per i sopravvissuti che hanno così a disposizione maggiori quantità di cibo; questo si verifica ad esempio tra gli insetti, come nel caso delle termiti o delle formiche, e nei pesci, come nel caso dei guppy, che divorano la prole in eccesso, o anche nei vertebrati, in particolar modo nel caso di leoni, iene e macachi.
Esempi:
- I protozoi, in particolare i ciliati, (ad esempio Oxytricha bifaria), in caso di colture massive sviluppano forme giganti cannibali, per un complesso aspetto di miglioramento della competizione intra ed inter specifica, che avvantaggia un predatore di dimensioni maggiori.
- Le api, le quali, in caso di scarsità o di cattiva qualità del nettare, si nutrono nell'alveare delle larve più giovani di tre giorni; ciò consente alle operaie di utilizzare le proteine così recuperate per completare lo sviluppo della covata più vecchia, limitando nel contempo la domanda di nettare e lo sviluppo numerico dell'alveare.
- I rettili marini preistorici Mosasauri non di rado si nutrivano di Mosasauri più piccoli.

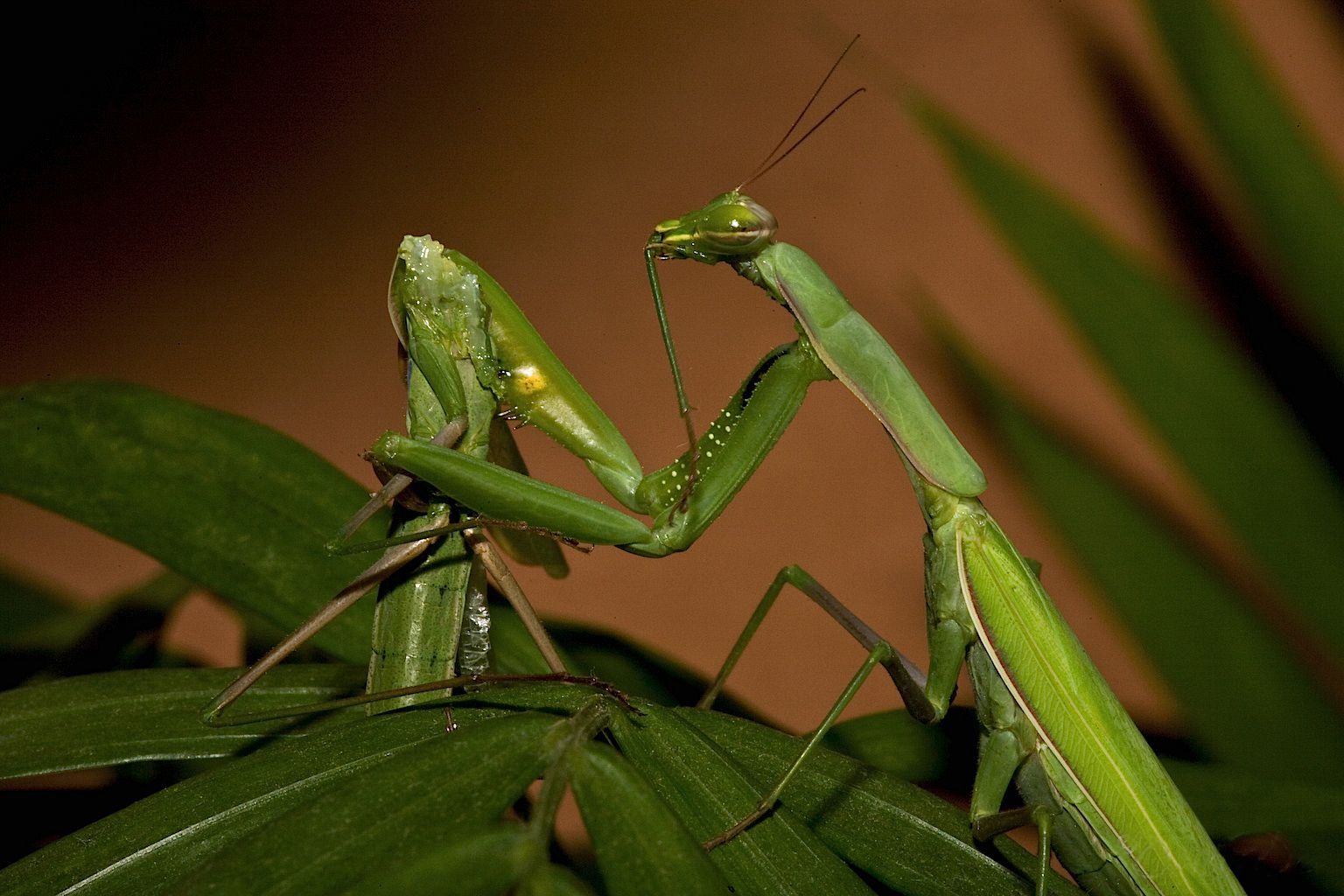
Esemplare femmina di mantide religiosa intenta a mangiare il proprio partner dopo essersi appena accoppiata con lui: questa è una pratica molto comune tra le mantidi religiose femmine.

La mantide religiosa divora il proprio compagno durante l'accoppiamento, anche qui per far fronte alla maggiore domanda di proteine derivante dalla deposizione delle uova. Alcuni altri insetti hanno sviluppato un sistema di difesa dal cannibalismo della femmina consistente nel portarle una piccola preda da divorare durante l'accoppiamento, in modo da aver il tempo di fuggire.
- Alcuni ragni, tra cui la conosciuta vedova nera, hanno comportamenti simili.

- Alcuni scorpioni, tra cui Euscorpius flavicaudis, praticano il cannibalismo in caso di sovrappopolazione.
- Volatili da cortile, quali le galline, frequentemente arrivano a beccare parti sanguinanti per ferite accidentali di conspecifici fino a causarne il prolasso dei visceri e a cibarsene, provocando la morte della vittima.
- Molti mammiferi, i criceti per esempio, divorano i propri cuccioli nati imperfetti.
- Il leone divora la precedente cucciolata della femmina, così da eliminare il patrimonio genetico del precedente maschio e replicare il proprio; alla morte dei cuccioli, la femmina ridiventa nuovamente fertile e può procreare una nuova cucciolata con il nuovo maschio dominante.

### Il cannibalismo intrauterino
Il cannibalismo intrauterino si verifica in specie carnivore che generano più embrioni alla fecondazione, ma solo uno o due arrivano alla nascita. L'individuo o gli individui più grandi o più forti utilizzano i fratelli meno sviluppati come fonte di nutrimento. Si ha adelfofagia quando il feto dominante si nutre degli altri embrioni e ovofagia se si ciba di uova.
Si sa che il cannibalismo intrauterino è praticato dalle specie di squalo dell'ordine Lamniformes, dalla salamandra pezzata (Salamandra salamandra) e da alcuni pesci teleostei. A causa della presenza di materiale fecale nel loro intestino, si sospetta che anche la chimera carbonifera Delphyodontos dacriformes praticasse questo tipo di cannibalismo per via dei denti già aguzzi negli individui appena nati o abortiti.

### Effetti biologici del cannibalismo
Non è stato dimostrato che il consumo di proteine della propria specie possa produrre effetti deterioranti per l'organismo cannibale. Tuttavia:
- in certi girini, germi che nell'organismo cannibalizzato avevano stabilito una silente convivenza, attaccano l'organismo cannibale con molto maggiore virulenza, fino a condurlo a morte;
- i prioni, resistendo all'acidità gastrica e all'attività proteolitica, possono esser trasferiti da un individuo affetto a un altro mediante cannibalismo. Così accade col kuru, una malattia prionica della Papua Nuova Guinea, area geografica entro la quale pratiche cannibalistiche, almeno funerarie, sarebbero state praticate fino alla metà del novecento. Il Kuru è una malattia neurodegenerativa che ha molte somiglianze con la malattia di Creutzfeldt-Jakob.

## Antropofagia

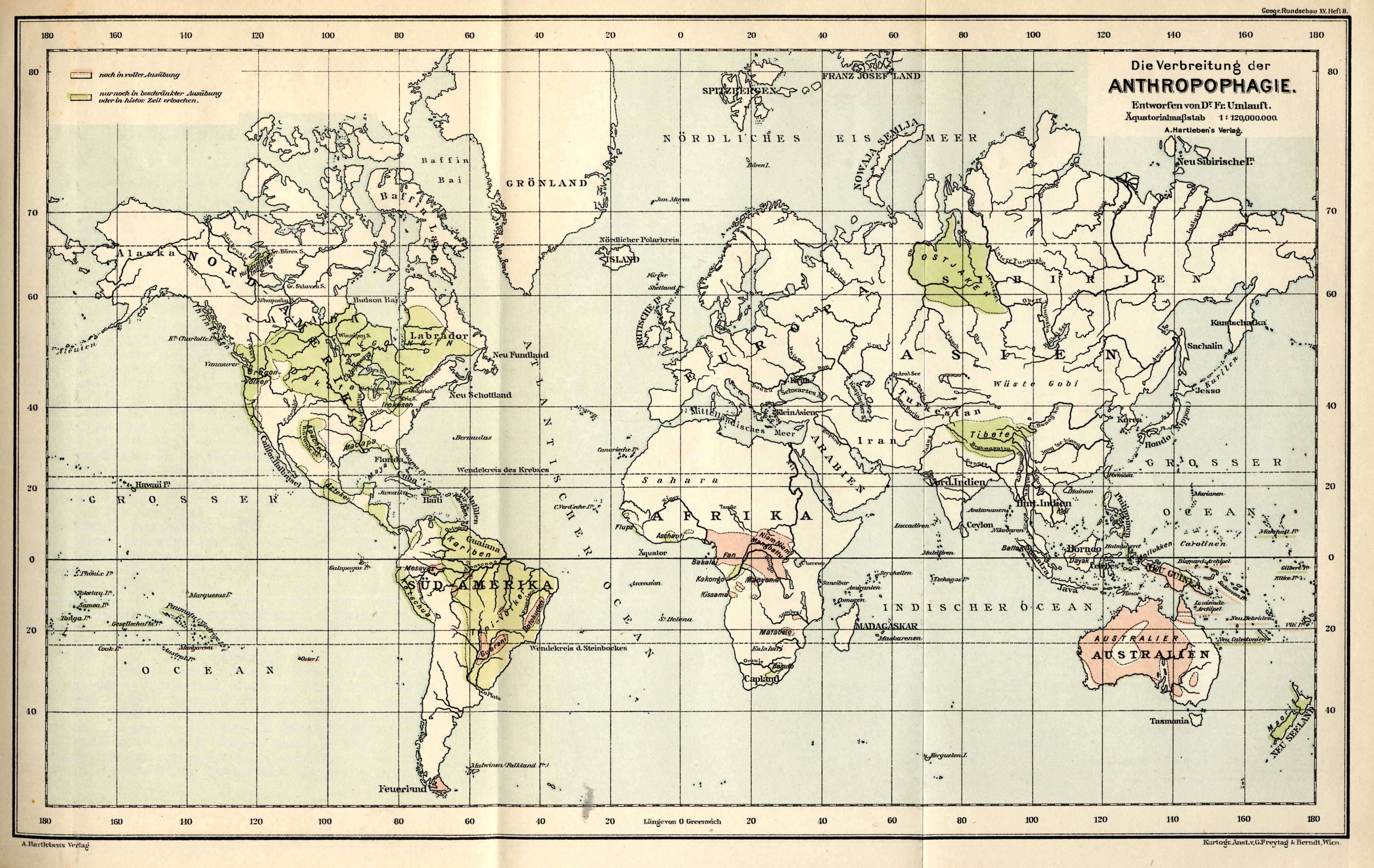
Diffusione del cannibalismo nel XIX secolo

L'antropofagia, probabilmente presente anche nella preistoria, è attestata in società tribali di zone dell'Asia sud-orientale e insulare, dell'Africa centrale e centromeridionale, dell'Oceania e dell'Amazzonia. Se le vittime sono parte dello stesso gruppo sociale, si parla di endocannibalica, altrimenti si tratta di esocannibalica. Le motivazioni sono di diverso tipo, ad esempio dopo uno scontro con popolazioni nemiche si pratica il cannibalismo per impadronirsi della forza dei nemici sconfitti o per aggiungere al proprio nome quello dei nemici uccisi; altra tipologia è quello nel quale la carne umana è una necessità alimentare, durante ad esempio una carestia estrema o per disturbi mentali, oppure per motivazioni religiose per le quali durante un rituale si consumano le carni delle vittime sacrificate o, infine, per la credenza che ingerendo organi umani come il cuore o il fegato si possa assumere il coraggio e la forza della vittima o del defunto.

### Uso del termine
Generalmente in antropologia si parla di cannibalismo come atto rituale all'interno di alcune culture e, anche se etimologicamente l'antropofagia designa l'atto di mangiare carne umana (non necessariamente da parte di altri umani), è comunemente sinonimo di cannibalismo umano.
I termini cannibali e cannibalismo derivano dalla parola canniba, riportata per primo da Cristoforo Colombo, con cui gli amerindi delle Piccole Antille designavano certe popolazioni dedite all'antropofagia. Con questo termine aruachi si identificarono le popolazioni dedite ad antropofagia culturale dei Cannibi o Caribi, da cui deriva il termine Caraibi, che divennero gli antropofagi per antonomasia.

### Tipologie

Cannibalismo in Brasile nel 1557, riferito da Hans Staden.

Sono stati messi alla luce reperti archeologici di ossa umane variamente manomesse che sembrano attestare il cannibalismo rituale, anche se non ci sono documenti che spieghino le manomissioni. Per questo l'antropologo William Arens ha negato l'esistenza del cannibalismo, definendolo un mito per il quale mancano prove materiali concrete oppure perché le presunte prove sarebbero frutto di cattiva e frettolosa interpretazione sia da parte degli antropologi che non hanno mantenuto standard e rigore scientifico, sia degli antropologi-archeologi frettolosi nell'assegnare le cause delle alterazioni ossee. Infatti il cannibalismo resta uno dei grandi tabù del pensiero umano occidentale, più dell'incesto, e può affiorare come atto materiale in situazioni di gravi psicopatologie. Per lo stesso motivo è un mezzo di propaganda molto usato per screditare nemici ed avversari. Arens nel suo libro ricorda che i cristiani furono accusati di cannibalismo da parte degli ebrei, gli irlandesi dagli inglesi, i francesi dai tedeschi e viceversa, spesso i popoli etichettati come "incivili" da altri che si considerano "civili"; l'accusa è stata usata anche in ambito ideologico, come nel caso della nozione che "i comunisti mangiano i bambini"  diffusa nel XX secolo.
Tuttavia il cannibalismo è esistito ed esiste e si può distinguere in tre categorie:
- Cannibalismo alimentare: quello effettuato per necessità alimentari. Avviene solo in casi di necessità estrema.
- Cannibalismo rituale: diffuso in passato e viene praticato tutt'oggi. Consiste nel mangiare parti simboliche del corpo umano a scopo magico o religioso (vedere anche la voce Teofagia).
- Pseudo-cannibalismo: pratiche non cannibali, o non necessariamente cannibali, connesse al culto dei morti che possono lasciare tracce affini alla macellazione, come la scarnificazione dei corpi dei defunti.

#### Cannibalismo rituale
Il cannibalismo è stato presente in varie culture, anche molto distanti fra loro. Può quindi assumere significati diversi, sebbene di solito riguardi la trasmissione di virtù dal morto ai vivi o l'esorcizzazione dello spirito del morto. Si ritiene che sia presente sin dai primordi della storia umana ed è stato praticato fino all'epoca contemporanea.

#### Cannibalismo nel paleolitico
Premesso che pratiche non cannibali o non necessariamente cannibali connesse al culto dei morti possono lasciare tracce simili alla macellazione, la più antica testimonianza di un presunto cannibalismo risale a 800.000 anni fa ad opera di Homo antecessor nella Gran Dolina, in Spagna. Le ossa manifestano evidenti tracce di macellazione, scorticamento, ipotetica rimozione della carne, apertura della scatola cranica e delle ossa lunghe forse per la rimozione del midollo.
Sono stati trovati resti che fanno supporre atti di cannibalismo da parte dell'Homo neanderthalensis, come sembrano indicare i resti di Krapina in Croazia, della Grotta di Sidrón in Spagna e della Grotte de Moula-Guercy in Francia. Per i cinque uomini di Neanderthal cannibalizzati, ritrovati nelle Grotte di Goyet in Belgio, ci sono prove che gli arti superiori sono stati disarticolati, gli arti inferiori scarnificati e anche fracassati, probabilmente per estrarre il midollo osseo, la cavità toracica sventrata e la mascella smembrata. Ci sono anche prove che i macellatori abbiano poi utilizzato alcune ossa per ritoccare i propri strumenti. La lavorazione della carne di Neanderthal alle Grottes de Goyet è simile a quella utilizzata per lavorare le carni dei cavalli e delle renne.
Secondo l'antropologo Tim White alcuni di questi ritrovamenti, assieme ad altri tra cui i siti di Homo Sapiens arcaici, indicano che la pratica di cannibalismo fosse comune prima del paleolitico superiore.

#### Nativi Anasazi
L'analisi di reperti scoperti in siti archeologici abitati tra il 1150 e il 1200 dai nativi Anasazi, in America, confermerebbero l'esistenza di cannibalismo. Le prime indicazioni di ritrovamenti di testimonianze cannibali fu divulgata nel 1967 dal bioarcheologo Christy G. Turner, ma prove più concrete le fornirono esami biologici al microscopio elettronico condotti negli anni novanta: le ossa furono bollite in pentole e in un recipiente di cottura si ritrovarono tracce di mioglobina umana, una emoproteina presente nei muscoli.

#### Amerindi in Brasile
Sin dalla scoperta dell'America è stata prodotta una vasta e controversa letteratura sulle pratiche cannibali di numerose popolazioni dell'America Meridionale, principalmente in Brasile. D'altra parte non solo i conquistadores spagnoli e i missionari cristiani, ma anche il famoso pirata francese Francesco L'Olonese morì nel 1671 per mano di cannibali.
A metà degli anni ottanta l'antropologa Beth Conklin visse due anni nella foresta pluviale brasiliana in un villaggio degli Wari, circa 1500 persone della foresta amazzonica occidentale brasiliana. Nella sua relazione l'antropologa riferì di aver assistito a riti mortuari con pratiche cannibali.

#### Aborigeni australiani
Il cannibalismo tra gli aborigeni australiani è stato documentato in relazione ad alcuni riti funebri in cui i parenti mangiano parti del corpo del defunto in segno di rispetto e di onore. Gli studi sul cannibalismo degli aborigeni hanno tuttavia generato polemiche tra i moderni discendenti degli aborigeni stessi. Tra gli aborigeni warlpiri l'uccidere uomini per mangiarli è considerato ripugnante ed attribuiscono questo comportamento solo a mostri, demoni e occasionalmente a tribù rivali. In Nuova Zelanda i Maori usavano nutrirsi dei prigionieri nemici.

#### Melanesiani

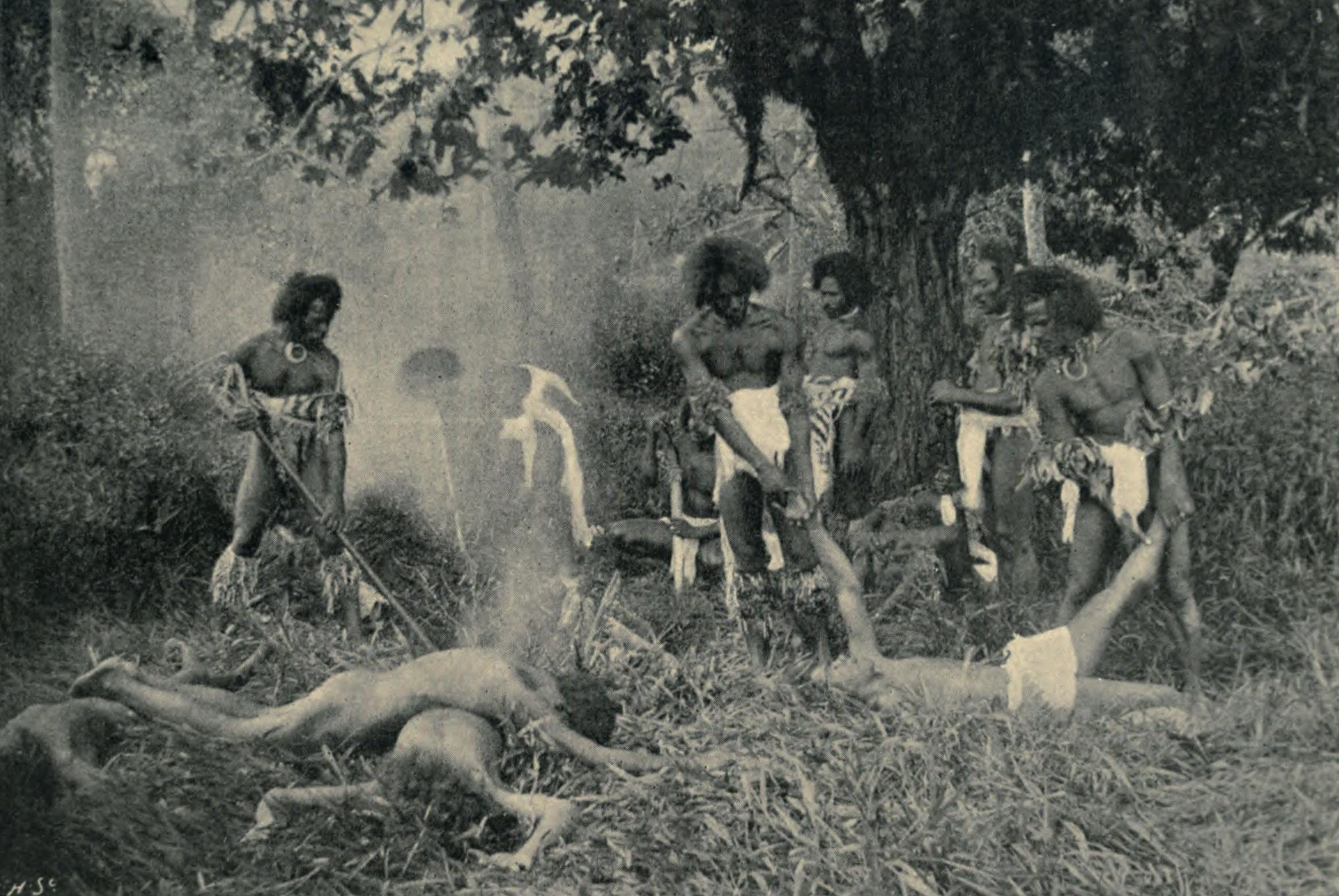
Ricostruzione di fine ottocento, dei preparativi di un banchetto antropofago nelle isole Figi

I popoli melanesiani sono noti per aver praticato cannibalismo fino all'inizio del XX secolo, come offesa alla tribù nemica o per "assorbire" le qualità del defunto.

#### Africa
In Africa sono documentati casi di cannibalismo rituale. All'inizio dell'epoca coloniale divennero tristemente famosi come cannibali i cosiddetti Niam Niam (parola di origine dinka che significherebbe "grandi mangiatori"), che all'epoca divennero gli antropofagi per antonomasia. Il nome "Niam Niam", in uso nei testi arabi sin dal Medioevo, identificò nel tempo diversi popoli che si succedettero nel bacino del fiume Sue in Sudan (inizialmente bantu provenienti dal Congo, in seguito anche popoli sudanici come i Madi e i Barambu, e infine gli Zande), tutti noti per l'estensione e ostentazione dei loro riti cannibaleschi, nonché per le azioni bellicose atte a perpetrare tali riti. Fra i casi più noti di cannibalismo c'è quello della setta segreta degli uomini leopardo che tra il XIX e la prima metà del XX secolo assassinò numerose persone in Africa occidentale, e che imponeva ai propri membri il cannibalismo per rafforzarne la fedeltà ed il senso di appartenenza. Atti di cannibalismo rituale su prigionieri di guerra sono stati documentati sia in epoca precoloniale, sia durante conflitti di natura etnica dell'Africa postcoloniale, tra cui le guerre civili del Congo, e della Liberia, e i conflitti in Uganda e Ruanda.
Un fenomeno correlato è l'uso di organi umani nei rituali di alcuni guaritori, uso documentato in molte regioni dell'Africa subsahariana. In Tanzania, per esempio, si attribuiscono poteri magici agli organi degli albini e la diffusione di queste credenze è tale che le autorità sigillano le tombe degli albini con cemento per impedirne la profanazione.

#### Nel Sudest Asiatico tra i Khmer Rossi e in Birmania
La medicina tradizionale del Sudest Asiatico e della Cina attribuisce particolari proprietà curative a certe parti del corpo umano, in particolare fegato e cervello, nonché ai feti. Nella Cina medievale sono stati riportati atti di cannibalismo come atto punitivo. Il giornalista australiano Neil Davis racconta di aver visto durante la guerra civile cambogiana soldati cambogiani che estraevano e consumavano il fegato dei loro nemici uccisi. Davis ricorda inoltre che oltre a questo cannibalismo rituale, ci furono episodi di cannibalismo alimentare dovuti alla carestia, sebbene tali pratiche fossero punite con la morte sotto il regime dei Khmer rossi. Denise Affonco, un'impiegata della sezione culturale dell'ambasciata francese ai tempi del regime khmer, riferisce di aver visto sventrare vivo un prigioniero il cui fegato fu cotto su una stufa e mangiato, mentre secondo il professore cambogiano Khem Maly Cham le cistifellee erano vendute in Cina come medicinali.
Bovannrith Tho Nguon spiega che i Khmer rossi riportarono in auge una forma di cannibalismo rituale che attribuiva il potere di curare qualsiasi malattia alla cistifellea estratta a persone ancora vive e assunta seccata e grattugiata. Egli ha visto numerosi prigionieri sventrati vivi, le cui cistifellee venivano poi seccate al sole. Rithy Panh sostiene di aver visto i Khmer Rossi sventrare due bambini per raccoglierne e berne la bile, prima di ucciderli. La pratica trova conferma anche nella testimonianza di Ung Bunhaeng, che oltre a descriverla l'ha rappresentata graficamente. Altri riferimenti al cannibalismo, talvolta vaghi, sono presenti in letteratura, sebbene non tutti siano attendibili perché, secondo studi accademici, tali pratiche di magia nera furono usate dalla propaganda del regime di Lon Nol per rappresentare i Khmer Rossi come gli "yeak", gli orchi delle favole cambogiane.

### Carestia

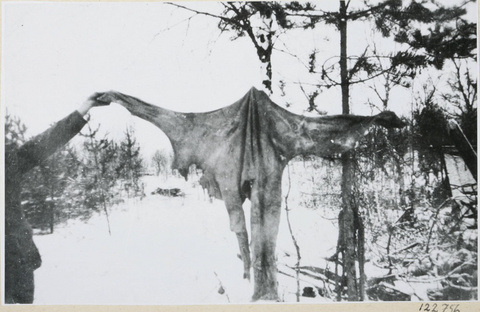
Soldati finlandesi mostrano la pelle di soldati russi mangiati dai loro commilitoni a Maaselkä.

Durante le gravi carestie, si può arrivare a nutrirsi di cadaveri nel tentativo di sopravvivere. Il fenomeno si verifica soprattutto nelle carestie improvvise e impreviste, in cui il cibo manca completamente; gli affamati sono ridotti a cibarsi di topi, rospi, erba, corteccia e foglie degli alberi. Si verificherebbero anche casi di alterazione psicologica dovuta alla fame, che possono portare ad atti criminali, uccidendo per mangiare la vittima:.
(R. Console Sergio Radenigo, rapporto del 10 luglio 1933 (durante l'Holodomor), in Lettere da Kharkov, a cura di Andrea Graziosi, ed. Einaudi, 1986)

#### Nella Bibbia
Tra gli ebrei, nel libro del Levitico, Yaweh stabilisce benedizioni per il popolo se seguirà la sua legge e maledizioni se la rifiuterà. Tra le conseguenze nefaste della disobbedienza è elencato anche il cannibalismo:
Nella storia successiva degli israeliti sono poi descritti episodi in cui succede proprio questo. Durante l'assedio di Samaria, una donna chiede giustizia al re Jehoram (brano tratto dal secondo dei Libri dei Re):

#### Isola di Pasqua e Mangareva
Secondo alcune ricostruzioni supportate da racconti orali e ritrovamenti archeologici, le crisi ecologiche che si produssero sull'Isola di Pasqua e a Mangareva in conseguenza dell'azione diretta ed indiretta dell'uomo (deforestazione e conseguente erosione e impoverimento del suolo, sfruttamento portato fino all'estinzione della fauna locale) ebbero come conseguenza la diffusione di conflitti e del cannibalismo a scopo alimentare.

#### In Russia

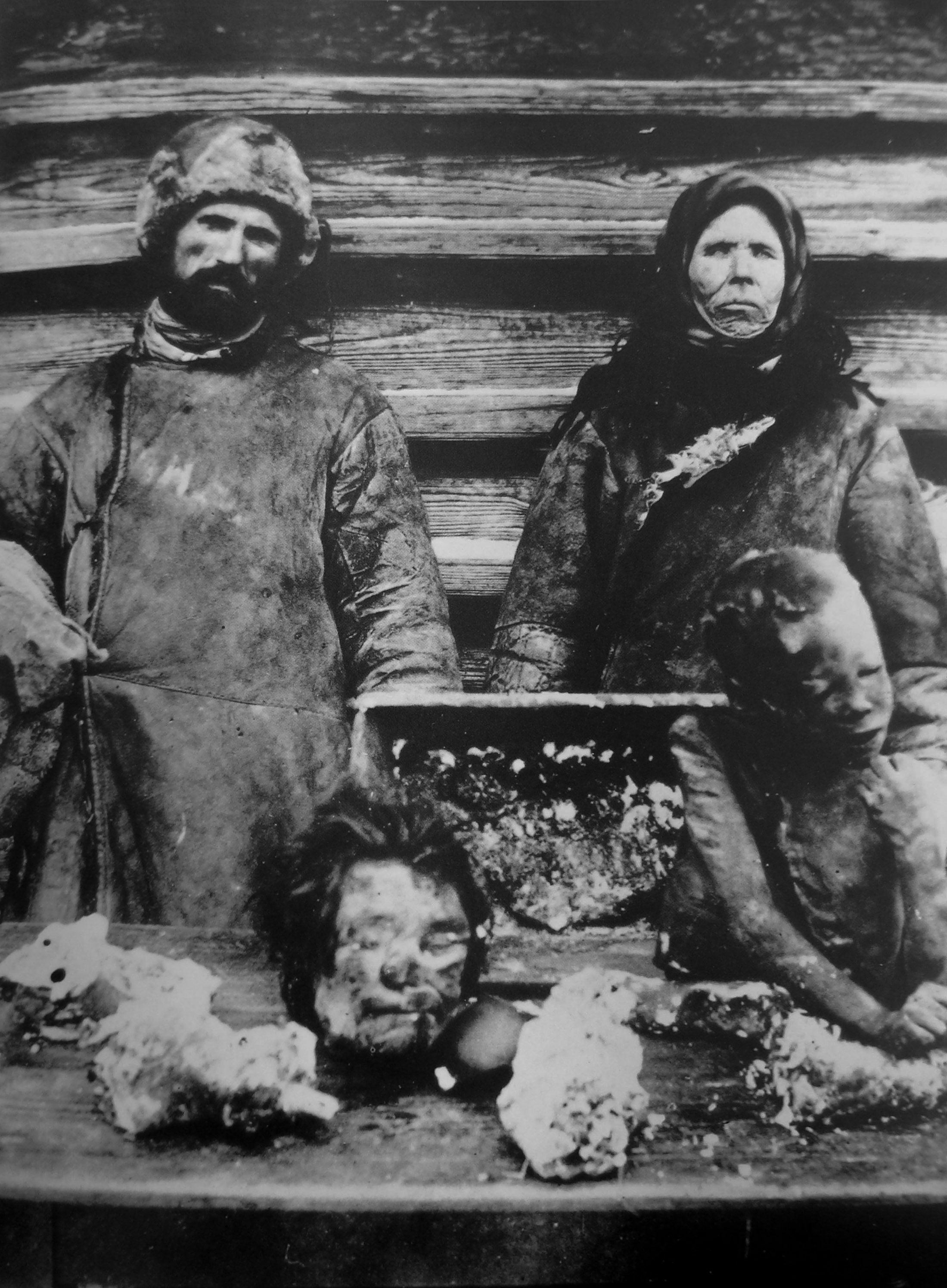
Cannibalismo nella regione del Volga durante la carestia del 1921

Il cannibalismo è stato descritto nella carestia russa del 1921-1923, nell'Holodomor (carestia) in Ucraina del 1932-1933 il cannibalismo fu testimoniato dai sopravvissuti e poi confermato dagli archivi sovietici. All'epoca ne fu informato anche il governo italiano, vedi Lettere da Kharkov. In queste carestie, che provocarono milioni di morti, i casi di cannibalismo furono migliaia e si verificarono anche atti criminali in cui bambini furono rapiti e uccisi per venderne la carne, spacciata come carne di origine animale, ai prezzi altissimi determinati dalle carenze di cibo.
Durante l'assedio di Leningrado del 1941, da 600.000 a oltre un milione di persone morirono di freddo, stenti e fame. Il comportamento degli abitanti fu studiato da un'équipe di medici che rilevarono come il cannibalismo fosse diventato una pratica di sopravvivenza comune senza distinzioni di classe sociale, sesso o età; gli arresti per cannibalismo erano circa mille al mese. Lo sterminio per fame fu pianificato dai tedeschi. Nel Diario intimo Goebbels ne parla alla data del 21 aprile 1942, e Harrison L. Salisbury nel parla nel libro I 900 giorni. L'assedio di Leningrado. Anche nel campo di concentramento di Tambov, dove durante la II guerra mondiale furono internati numerosi prigionieri italiani, i sopravvissuti hanno narrato di ripetuti episodi di cannibalismo all'interno del Campo.
Nel 1933 sull'isola di Nazino furono trasferite circa 13.000 persone, molte delle quali morirono d'inedia e freddo. Alcuni individui si cibarono di carne umana per sopravvivere.

### Sopravvivenza

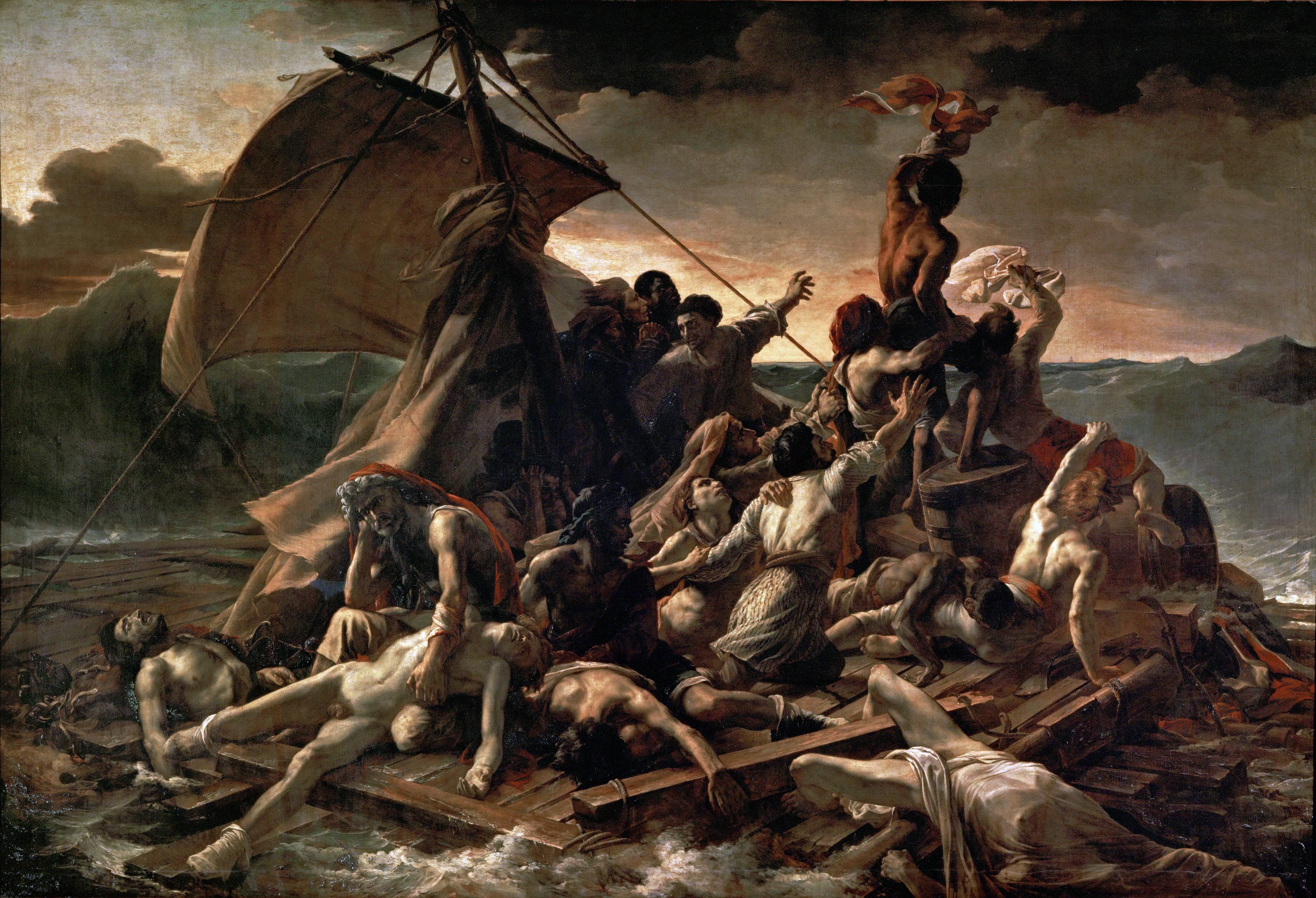
Géricault, La zattera della Medusa

In tempi per cui la documentazione è più aleatoria sono stati tramandati racconti di cannibalismo per sopravvivenza: così per la Grande carestia del 1315-1317 o in storie di naufragi. Per episodi documentati in epoca moderna si vedano invece:
- nel 1816, a seguito del naufragio della fregata La Medusa, 139 marinai e soldati rimasero bloccati su una zattera per 13 giorni, praticando l'antropofagia per sopravvivere. I sopravvissuti furono 15.
- nel 1820 i sopravvissuti al naufragio della baleniera Essex si cibarono dei corpi di alcuni loro compagni.
- nel 1846 la spedizione Donner diretta in California commise l'errore di abbandonare la pista conosciuta per una scorciatoia che si rivelò disastrosa. Per mesi, gli 87 viaggiatori dovettero affrontare deserto, bufere di neve e attacchi degli indiani; in alcuni episodi sfortunati persero cavalli e viveri. Lentamente cominciarono a morire e a nutrirsi dei cadaveri. L'episodio viene citato da Jack Nicholson nel ruolo di Jack Torrance all'inizio del film Shining.
- nel 1942/43 nel corso della battaglia di Stalingrado si registrarono episodi di cannibalismo. Ulteriori casi sono stati documentati su altri fronti della seconda guerra mondiale.
- nel 1972, in seguito ad un incidente aereo (il disastro aereo delle Ande), una squadra di rugby uruguayana rimase isolata per 72 giorni su un ghiacciaio delle Ande, prima di ricevere soccorsi. I 16 sopravvissuti sopravvissero cibandosi dei loro compagni morti[68].

#### I cannibali della prima crociata
Nel 1098, durante la pausa seguita alla conquista di Antiochia da parte di Boemondo, distaccamenti di crociati si sparsero a razziare in direzione di Tripoli del Libano. Tra le vittime delle loro incursioni vi furono gli abitanti della cittadina di Marra. Dopo la sua caduta, i crociati si diedero a violenze, razzie e, pare, ad atti di cannibalismo. Questi furono riportati per sentito dire dal solo cronista Rodolfo di Caen nel suo «Gesta Tancredi in expeditione Hierosolymitana», dove si narra degli adulti bolliti mentre i bambini erano messi allo spiedo. L'episodio è ricordato in seguito da Amin Maalouf nel suo Le crociate viste dagli arabi (1983).

### Criminalità o psicopatologia
Il fatto recente più noto è la storia dello studente giapponese Issei Sagawa che nel 1981 uccise e divorò una parte della sua amica olandese, a Parigi.
Quella che segue è invece un elenco di criminali condannati per assassinio, per i quali fu dimostrato il consumo, e in alcuni casi la vendita, di carne umana:
- Alferd Packer
- Peter Stubbe, detto Il lupo mannaro di Bedburg (n. 1525 - m. 1589)
- Sawney Bean (inglese, fine del XVI secolo, leggenda)
- Vincenzo Verzeni (italiano, arrestato nel 1873)
- Enriqueta Martí detta la Strega di Barcellona (spagnola, arrestata nel 1912)
- George Karl Grossmann (tedesco, arrestato nel 1921)
- Karl Denke (tedesco, arrestato nel 1924)
- Fritz Haarmann (tedesco, 1925)
- Albert Fish (statunitense, arrestato nel 1934)
- Leonarda Cianciulli detta la Saponificatrice di Correggio (italiana, arrestata e processata nel 1946, morta in manicomio a Pozzuoli nel 1970)
- Joachim Kroll detto il Cannibale della Ruhr (tedesco, arrestato nel 1976)
- Anna Zimmerman (tedesca, arrestata nel 1981)
- Issei Sagawa (giapponese, uccise, violentò e mangiò Renée Hartevelt, studentessa olandese a Parigi. Morto in libertà)
- Jeffrey Dahmer detto il Mostro di Milwaukee (statunitense, arrestato nel 1991)
- Andrej Romanovič Čikatilo detto il Macellaio di Rostov (ucraino, condannato a morte nel 1994)
- Armin Meiwes (tedesco, 2001)
- Antron "Big Lurch" Singleton (statunitense, 2002)
- Cinghiz Bubeiev (russo, 2005, condannato a 14 anni di reclusione)
- Maksim Glavatskich e Jurij Možnov, 2010
- Matej Curko (slovacco, ucciso nel 2011 in uno scontro a fuoco con la polizia)
- Lino Renzi (arrestato nel 2014 a Salerno)[70]
- Stefano Brizzi (arrestato 2015, morto 2017)[71]

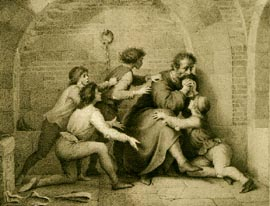
Miniatura del Conte Ugolino, il più celebre simbolo di cannibalismo nella Divina Commedia, che mangia i suoi figli sotto loro stessa proposta

### Nella letteratura
- Nella Divina Commedia le parole del conte Ugolino "poscia più che il dolor poté il digiuno“ (Inferno XXXIII, v. 75) sono state interpretate da alcuni esegeti come ammissione di un episodio di cannibalismo nei confronti dei figli, morti di fame prima di lui, che glielo avevano esplicitamente proposto, come affermato pochi versi prima: "Padre, assai ci fia men doglia/se tu mangi di noi: tu ne vestisti/queste misere carni, e tu le spoglia")[72].
- Vi è chi sostiene che la fiaba di Hänsel e Gretel sia stata ispirata ad un episodio di cannibalismo[73].
- Il romanzo I naufraghi del Chancellor di Jules Verne tratta di un naufragio i cui superstiti, dispersi su una zattera nell'Atlantico e rimasti senza viveri, ricorrono al cannibalismo.

Segue un elenco di libri che riportano testimonianze, riferimenti o documentazioni d'archivio su episodi di cannibalismo umano.
- Cannibali, Daniel Korn, Mark Radice e Charlie Hawes, ed. Mondadori, 2001
- Il libro nero del comunismo, ed. Mondadori, 1997, ISBN 88-04-47330-4

Cambogia
- Cambogia rivoluzione senza amore, Piero Gheddo, ed. SEI, 1976, pag. 29
- Cercate l'Angkar, Bovannrith Tho Nguon e Diego Siracusa, ed. Jaca Book, 2004, ISBN 88-16-28257-6
- Facing death in Combodia, Peter Maguire, ed. Columbia University Press, 2005, ISBN 0-231-12052-4, pag. 49, 65
- S21 - La macchina di morte dei Khmer Rossi, Rithy Panh e Christine Chaumeau, ed. O barra O, 2003, ISBN 88-87510-22-9
- Heaven becomes hell, Ly Y, Yale ed. Southeast Asia Studies, 2000, ISBN 0-938692-74-7
- Ho creduto nei Khmer Rossi, Ong Thong Hoeung, ed. Guerini e associati, 2004, ISBN 88-8335-505-9, pag. 225
- Il racconto di Peuw bambina cambogiana, Molyda Szymusiak (Peuw), ed. Einaudi, 1986, ISBN 88-06-59388-9, pag. 131, 132
- On the wings of a white horse, Oni Vitandham, ed. Tate, 2005, ISBN 1-59886-099-2
- Pol Pot, anatomia di uno sterminio, Philip Short, ed. Rizzoli, 2005, ISBN 88-17-00659-9
- The murderous revolution. Life & death in Pol Pot's Kampuchea, Martin Stuart-Fox, Bunheang Ung, ed. APCOL, 1985, ISBN 974-8299-14-7
- Tornata dall'inferno, Claire Ly, ed. Paoline, 2006, ISBN 88-315-3089-5, pag. 54
- When Broken Glass Floats: Growing Up Under the Khmer Rouge, Chanrithy Him, ed. W. W. Norton & Company, 2001, ISBN 0-393-32210-6, pag. 16

Cina
- Cannibalism in China, Key Ray Chong, ed. Longman Pub Group, 1990, ISBN 0-89341-619-3
- Cigni selvatici, Jung Chang, ed. Longanesi, 2005, ISBN 88-502-0847-2, pag. 297
- Cina. Il drago rampante, Renata Pisu, ed. Sperling & Kupfer, 2007, ISBN 88-6061-170-9
- Figlia del fiume, Hong Ying, ed. Mondadori, 1997, ISBN 88-04-43784-7, pag. 76, 181
- Forgotten voices of Mao's Great Famine, 1958-1962, Zhou Xun, ed. Yale University Press, 2013, ISBN 978-0-300-18404-4, pag. 3, 5, 139, 258-60
- I cannibali di Mao, Lupis, M., ed. Rubbettino, 2019, ISBN 88-498-5777-2
- La rivoluzione della fame, Jasper Becker, ed. il Saggiatore, 1996, ISBN 88-428-0651-X, pag. 18, 129 e il capitolo "Il cannibalismo" a pag. 180
- La via della Cina. Una testimonianza tra memoria e cronaca, Renata Pisu, ed. Sperling & Kupfer, 2004, ISBN 88-8274-641-0, pag. 93
- Lo stupro di Nanchino, Iris Chang, ed. Corbaccio, 2000, ISBN 88-7972-342-1
- Mao, la storia sconosciuta, Jung Chang e Jon Halliday, ed. Longanesi, 2006, ISBN 88-304-2193-6
- Mao's Great Famine, Frank Dikotter, ed. Wlaker & Co., 2010, ISBN 978-0-8027-7768-3, pag. 320-323
- Scarlet memorial: tales of cannibalism in modern China, Zheng Yi, ed. Westview, 1996, ISBN 0-8133-2616-8
- The Great Famine in China, 1958-1962, Zhou Xun, ed. Yale University Press, 2012, ISBN 978-0-300-17518-9, pag. 47, 59-71, 139-140
- Tombstone - The Great Chinese Famine 1958-1962, Yang Jinsheng, ed. Farrar, Straus and Giroux, 2012, ISBN 978-0-374-27793-2, pag. 14, 40, 41-46, 51, 134, 137, 141-44, 147, 214, 278-79, 289-90, 311, 349, 524 e il paragrafo "The horror of cannibalism" a pag. 302
- Vite minime, Acheng, ed. Theoria, 1992, ISBN 88-241-0239-5, pag. 25 (racconto "fumo")

Corea del Nord
- Corea del Nord. Fame e atomica, Pierre Rigoulot, ed. Guerini e Associati, 2004, ISBN 88-8335-532-6, pag. 43
- La rondine fuggita dal paradiso, Hyok Kang, Philippe Grangereau, ed. Piemme, 2007, ISBN 88-384-8648-4, pag. 145, 148

Unione Sovietica
- Arcipelago Gulag, Aleksandr Solženicyn, ed. Mondadori, 1973, ISBN 88-04-48767-4, volume 2 pag. 405, 429
- Black lebeda, Jamie Cockfield, ed. Mercer University Press, 2006, ISBN 9780881460155, pag. 151-153
- Breve storia dei trattori in lingua ucraina, Marina Lewicka, ed. Mondadori, 2005, ISBN 978-88-04-56138-5, pag. 70
- Contromemoriale, Bruno Spampanato, ed. CEN, 1974, Vol. IV pag. 1092
- Drawings from the Gulag, Danzig Baldaev, ed. Fuel, 2010, ISBN 978-0-9550061-7-3, pag. 123, 167, 201
- Eternal memory. Monuments and Memorials of the Holodomor, Wiktoria Kudela-Swiatek, ed. KIYC, 2021, ISBN 978-1-894865-62-3, pag. 82, 236
- Execution by hunger, Miron Dolot, ed. W. W. Norton & Company, 1985, ISBN 0-393-30416-7, pag. 198-200, 210
- Famine in Ukraine, Roman Serbyn e Bohdan Krawchenko, ed. Toronto University Press, 1986, ISBN 0-920862-43-8, pag. 9, 56
- Famine in Ukraine 1932-1933: Genocide by other means, Taras Hunczak e Roman Serbyn, ed. Shechenko Scientific Society, 2007, pag. 15, 135, 139, 140, 143, 150, 151
- Gulag, Anne Applebaum, ed. Mondadori, 2006, ISBN 88-04-55017-1
- Holodomor of 1932-33 in Ukraine - Documents and materials, Ruslan Pyrih, ed. Kyiv Mohyla Academy, ISBN 978-966-518-497-3, pag. 10, 14, 15, 18, 33, 46, 96, 98, 101, 102, 104, 115
- I comunisti mangiano i bambini, Stefano Pivato, ed. il Mulino, ISBN 978-88-15-24714-8, soprattutto il secondo capitolo "Cannibali" a pag. 39
- Idle, drunk and good-for-nothing - The rank-and-file perpetrators of 1932-1933 famine in Ukraine and their representation in cultural memory (tesi per dottorato in filosofia), Daria Mattingly, Robinson College, 2018, pag. 108, 118, 127, 141, 145
- Il diario di Nina, Nina Lugovskaja, ed. Frassinelli, 2004, ISBN 88-8274-959-2, pag. XI, 85
- Il secolo mondo, Marcello Flores, ed. il Mulino, 2002, ISBN 978-88-15-10909-5, volume 1 pag. 253
- La catastrofe russa, Luciano Magrini, ed. La Promotrice, 1922, pag. 150
- La Ceka - Il terrore bolscevico, opera dei socialisti rivoluzionari russi profughi in Europa, ed. la Promotrice, 1923, pag. 4
- La grande carestia, Anne Applebaum, ed. Mondadori, 2019, ISBN 978-88-04-71103-2, pag. 91, 99, 313, 321, 326-331, 334, 340, 381, 403, 408, 428
- La morte della terra - La grande "carestia" in Ucraina nel 1932-33, Istituto per le ricerche di storie sociale e religiosa, ed. Viella, 2004, ISBN 88-8334-135-X, pag. 353
- La tragedia di un popolo. La rivoluzione russa 1891-1924, Orlando Figes, ed. Corbaccio, 1997, ISBN 88-7972-256-5, pag. 933
- Le bugie della storia, Piero Melograni, ed. Mondadori, 2006, ISBN 88-04-55798-2
- Leningrad, Anna Reid, ed. Bloomsbury, 2011, ISBN 978-1-4088-2241-8, pag. 280, 286-92, 318-20, 354, 408
- L'età del ferro nella Russia, William Henry Chamberlin, ed. Einaudi, 1937
- Lettere da Kharkov. La carestia in Ucraina e nel Caucaso del nord nei rapporti diplomatici italiani 1932-33, Andrea Graziosi, ed. Einaudi, 1991, ISBN 88-06-12182-0, pag. 137, 138, 154, 162, 165, 173, 177, 182, 191, 196, 197, 215
- L'isola dei cannibali. Siberia, 1933: una storia di orrore all'interno dell'arcipelago gulag, Nicolas Werth, ed. Corbaccio, 2007, ISBN 88-7972-864-4
- L'uomo del Gulag, Janus Bardach, ed. il Saggiatore, 1998, ISBN 88-428-0828-8
- Putin, Philip Short, ed. Marsilio, 2022, ISBN 978-88-297-1621-0, pag. 30, 44-45
- Raccolto di dolore. Collettivizzazione sovietica e carestia terroristica, Robert Conquest, ed. Liberal, 1986, ISBN 88-88835-08-3, pag. 296-298, 330
- Stalin, Essad Bey, ed. Fratelli Treves, 1932, pag. 282
- Stalin's genocides, Norman Naimark, ed. Princeton University Press, 2010, ISBN 978-0-691-15238-7, pag. 32, 62, 63, 75
- Storia della Russia sovietica, Georg Von Rauch, ed. di Comunità, 1965, pag. 245
- The black deeds of the Kremlin - A white book II - The great famine in Ukraine in 1932-1933, Federation of Ukraine Prisoners, ed. Democratic Organization of Ukranians Formerly Persecuted by the Soviet Regime, 1955, capitolo VIII "Cannibalism" pag. 649-64
- The Famine in Soviet Russia 1919-1923, H. H. Fischer, ed. MacMillan Company, 1927, pag. 98, 109, 300, 434, 436
- The Foreign Office and the Famine, Marco Carynnyk, Lubomyr Luciuk, Bohdan Kordan, ed. Limestone Press, 1988, ISBN 0-919642-29-2, pag. 217, 224, 227, 238, 241, 259, 264, 315, 318, 327, 340, 408
- The russian job, Douglas Smith, ed. Picador, 2020, ISBN 978-1-5098-8291-5, pag. 3, 92, 112, 115, capitolo "Cannibals" a pag. 143
- Ucraina, Katrin Boeckh e Ekkehard Volkl, ed. Beit, 2007, ISBN 978-88-95324-09-8, pag. 100
- Ukraine under the Soviets, Clarence Manning, ed. Bookman Associates, 1953,pag. 98

### Cinema e televisione
Negli anni sessanta vengono presentati diversi documentari sia cinematografici che televisivi, nei quali gli autori parlano del cannibalismo rituale di una tribù africana e illustrano il cannibalismo rituale e guerresco di alcune tribù dell'Amazzonia:
- Mondo cane (1961)

Negli anni settanta, epoca d'oro dei cannibal movie italiani, il film più atroce mai fatto fu di Ruggero Deodato ed è intitolato:
- Cannibal Holocaust (1979): incentrato su una troupe della BDC (riferimento alla BBC britannica) incaricata di girare un documentario sulle tribù che ancora praticano il cannibalismo in Amazzonia.
- Mangiati vivi! (1980)

Gli anni novanta e l'inizio del XXI secolo fino ad oggi hanno visto una curiosa "moda" del cannibalismo nel cinema. Per citare solo i film più noti e con pretesa di qualità si vedano:
- I cannibali (1988): film operistico diretto da Manoel de Oliveira, tratto dal racconto I cannibali di Álvaro do Carvalhal
- Delicatessen (1990): grottesco
- Il silenzio degli innocenti (1991): il più noto, probabilmente, dei film della trilogia di Thomas Harris su un serial killer cannibale;
- Alive - Sopravvissuti (1993): dall'episodio della squadra di rugby caduta sulle Ande;
- Cannibal! The Musical (1996): dai creatori dell'irriverente South Park;
- L'insaziabile (1999): ambientato in un forte nella California del vecchio west e ispirato ai fatti di cannibalismo verificatisi in seguito alla fallita spedizione Donner;
- Raw - Una cruda verità (2016): horror di Julia Ducournau, incentrato sull'atto cannibalico, visto come gesto e manifestazione d'amore estremi.
- Il buco (2019): film che in certe parti contiene immagini di cannibalismo.
- Bones and All (2022): con protagonisti Taylor Russell e Timothée Chalamet, nel film entrambi cannibali.

Nelle serie TV troviamo trattato il tema del cannibalismo in due telefilm antologici: nella quinta puntata della serie Il fascino dell'insolito e nella nona puntata del telefilm Alfred Hitchcock presenta del 1985, tratti entrambi dal racconto di Stanley Ellin La specialità della casa (The Specialty of the House). Il tema è trattato anche nella serie tv "The Terror", in cui alcuni membri di una spedizione esplorativa britannica si cibano dei cadaveri di alcuni loro compagni.

### Senso figurato
- Il verbo cannibalizzare è talvolta utilizzato nel gergo tecnico di vari ambiti per indicare il prelevamento di parti da uno o più apparecchi fuori uso per costruirne uno nuovo o più frequentemente ripararne uno non funzionante.
- Nel linguaggio familiare, cannibalizzare può significare appropriarsi del lavoro, delle risorse, delle idee e talvolta della vita di qualcun altro.
- Il cannibalismo, o cannibalizzazione, è nel marketing la concorrenza subita da un prodotto, ad opera di un altro prodotto della stessa azienda. Ciò può avvenire per errore, per esempio introducendo un nuovo modello quando ancora quello vecchio poteva essere profittevole o ancora proponendo una versione più economica, intesa ad estendere le vendite alla fascia di mercato inferiore, che invece si sovrappone al prodotto più costoso, spingendolo fuori mercato. Al contrario, il cannibalismo commerciale può anche essere una deliberata ed efficace strategia di difesa del proprio prodotto dalla concorrenza: mettendo sul mercato un'offerta concorrente alla propria sotto un marchio differente con caratteristiche diverse dal proprio, si intende recuperare quei clienti disposti a sostituire il prodotto leader con una sottomarca e contemporaneamente ostacolare e condividere i profitti dei concorrenti in quel gruppo di clienti.
- In ambito sportivo quando un atleta è molto forte e vincente viene definito cannibale come se mangiasse gli avversari. Ad esempio il soprannome del famoso ciclista Eddy Merckx era appunto Il Cannibale per la sua voglia di vincere sempre e non lasciare nulla agli avversari.